# Худяков, Виктор Леонидович
Виктор Леонидович Худяков (1923 — 12.02.1945) — командир батареи 392-го пушечного артиллерийского полка 39-й армии 3-го Белорусского фронта, капитан. Герой Советского Союза.

## Биография
Родился в 1923 году в городе Тюмень в семье служащего. Окончил 10 классов, Тюменский аэроклуб.
В Красной Армии с октября 1941 года. Участник Великой Отечественной войны с июня 1941 года. В 1942 году окончил Томское артиллерийское училище. Член ВКП(б) с 1943 года.
Командир батареи 392-го пушечного артиллерийского полка капитан В. Л. Худяков с воинами-артиллеристами вверенной ему батареи в период с 1 по 8 февраля 1945 года в районе населённого пункта Гермау умело отражал вражеские контратаки, нанося неприятелю значительный урон в живой силе и боевой технике.
Был ранен в одном из боёв и скончался от ран 12 февраля 1945 года. Похоронен в братской могиле в посёлке Русское Зеленоградского района Калининградской области.
Указом Президиума Верховного Совета СССР от 29 июня 1945 года за образцовое выполнение боевых заданий командования и проявленные при этом мужество и героизм капитану Худякову Виктору Леонидовичу присвоено звание Героя Советского Союза.
Награждён орденами Ленина, Отечественной войны 1-й и 2-й степеней, Красной Звезды, медалями.
Именем Героя названы улица и школа № 1 в городе Тюмени, а также моторный траулер, приписанный к рижской базе тралового флота. В посёлке Русское и на фасаде административного корпуса Тюменского государственного университета по улице Семакова, дом № 10 города Тюмени установлены мемориальные доски. 15 июня 1976 года на Рижской киностудии был снят документальный фильм, посвящённый Герою Советского Союза В. Л. Худякову.